# Ion Ceban
Ion Ceban, né le 30 juin 1980 à Chișinău (Moldavie), est un homme d'affaires et homme politique moldave. Actuel maire de Chișinău, la capitale du pays, il est également le leader du parti Mouvement alternatif national. 
Ion Ceban est vice-président du Parlement de Moldavie en 2019 et est élu trois fois député. De 2015 à 2019, il dirige le groupe de son parti au conseil municipal de Chișinău. Il occupe différents postes gouvernementaux, allant de chef de département à vice-ministre.

## Biographie

### Jeunesse et formation
Ion Ceban naît le 30 juin 1980 à Chișinău, la capitale de la Moldavie. Ses parents sont Vasile et Eugenia Ceban ; sa mère est conseillère municipale de la ville pour le Parti des socialistes de la République de Moldavie (PSRM).
Ion Ceban sort diplômé de l'université d'État de Moldavie avec une licence de mathématiques et d'informatique, suivie d'une maîtrise à l'université technique de Moldavie. En 2016 et 2018, il effectue des stages à l'Institut national du service public, en France. En 2019, il obtient un doctorat en administration publique de l'Académie russe de l'économie nationale. À partir de 2019, il suit des études dans un programme d'administration publique situé à Berlin. 

### Carrière politique

#### Début de carrière
Ion Ceban devient député au sein des listes du Parti des communistes de la république de Moldavie (PCRM) à la suite des élections législatives anticipées du 28 novembre 2010 et travaille au sein de la commission de la culture, de l'éducation, de la recherche, de la jeunesse, des sports et des médias. En septembre 2012, il annonce lors d'une conférence de presse qu'il quitte le PCRM pour rejoindre un nouveau parti politique lancé quelques mois auparavant par ses anciens collègues Igor Dodon et Zinaida Greceanîi, le Parti des socialistes de la république de Moldavie (PSRM). Il nie alors avoir été victime de chantage pour quitter le PCRM. Peu de temps après, il devient secrétaire responsable de l'orientation idéologique du parti. Après les élections de novembre 2014, il devient député au sein des listes du PSRM,.
En juin 2015, peu de temps après être devenu conseiller municipal de Chișinău sur la liste du PSRM, il démissionne de son mandat de député. De 2015 à 2019, il est président du groupe PSRM au conseil municipal de la ville.
De 2016 à 2018, il est conseiller présidentiel pour la politique intérieure, secrétaire puis attaché de presse du président de la République de Moldavie, tout en restant conseiller municipal. 
Quand il quitte le Bureau du président pour se présenter à l'élection du maire de Chișinău, l'administration présidentielle demande à l'Autorité nationale d'intégrité de déterminer si le poste de conseiller du Président est compatible avec celui de conseiller municipal. L'institution statue et déclare que, conformément à la loi sur le statut du personnel au sein de la fonction publique, le conseiller du Président ne peut occuper aucune autre fonction publique ou contractuelle au sein des autorités publiques. Ion Ceban démissionne alors de son poste de conseiller présidentiel, pour être employé comme secrétaire du président puis occupe le poste d'attaché de presse. 
Après les élections législatives moldaves du 24 février 2019, Ion Ceban est élu député sur la liste du PSRM. À partir du 8 juin 2019, il occupe l’un des quatre postes de vice-président du Parlement de Moldavie.

#### Élection municipale de 2018 à Chișinău
Le 20 mai 2018, au premier tour de l'élection municipale pour la mairie de Chișinău, Ion Ceban obtient 40,97 % des voix. Le 3 juin, le deuxième tour des élections a lieu, opposant Ion Ceban à Andrei Năstase, les deux candidats ayant reçu le plus grand nombre de voix au premier tour. Le taux de participation dépasse 39,10 % et Andrei Năstase, le candidat de la « Plateforme Dignité et Vérité », obtient 52,57 % des voix ; il est élu maire de la ville de Chișinău.
Le 19 juin 2018, le Bureau central du tribunal de Chișinău juge qu'en raison des violations commises par les deux candidats — qui ont notamment continué à faire campagne le jour de l'élection, ce qui est interdit par le Code électoral — le premier et le second tour des élections sont annulés. Cette décision donne lieu à d'importantes manifestations et au blocage de fonds européens destinés à la Moldavie. 

#### Élection municipale de 2019 à Chișinău
Le 2 septembre 2019, Ion Ceban se présente aux nouvelles élections pour la mairie de Chișinău, qui doivent avoir lieu le 20 octobre. Il représente le PSRM.  
Son rival Valeriu Munteanu, dirigeant du parti Union Sauvez la Bessarabie (en roumain : Uniunea Salvati Basarabia), demande à la Commission électorale d'exclure Ion Ceban des élections en raison de l'utilisation de fonds non déclarés. Il fait référence à des dépenses hebdomadaires déclarées par le PSRM, qui seraient bien inférieures aux dépenses réelles. Il déclare : « Si le PSRM a déjà été connecté au flux d'argent provenant des activités gouvernementales [...] cela signifie que le financement continue de provenir de Moscou et donc, l'argent provient du Kremlin, en utilisant les voies détournées. »,. 
Le 7 octobre 2019, il porte plainte contre le candidat Ion Ceban, affirmant que le PSRM a violé la législation électorale en utilisant du matériel électoral comportant l'image d'Étienne le Grand. Le 10 octobre, le tribunal de Chișinău juge qu'il a bien violé la loi en utilisant l'image d'un personnage historique pour sa campagne. Le tribunal ordonne le retrait de tous les panneaux électoraux comportant l'image d'Étienne le Grand et la liquidation du stock non distribué de tracts électoraux, tant sur papier qu'en ligne,. Le 15 octobre, la cour d'appel de Chișinău annule cette décision, jugeant que l'action intentée par Valeriu Munteanu contre Ion Ceban et le PSRM est irrecevable, ce qui est confirmé par la Cour suprême de justice.
Le 20 octobre 2019 a lieu le premier tour des élections locales. Ion Ceban reçoit 40,16 % des voix, contre 30,09 % pour son rival Andrei Năstase. Le 21 octobre 2019, il propose au Bloc électoral ACUM (DA-PAS) de former une coalition, ce qui permettrait d'obtenir une majorité stable au sein du conseil municipal de la capitale. Il se dit prêt, s'il est élu maire, à attribuer deux postes d'adjoint, la direction du conseil municipal et deux postes de préteur à des alliés de la coalition,.

#### Élection municipale de 2023
En 2023, Ion Ceban est réélu maire de Chișinău dès le premier tour, en remportant 50,62 % des voix. Son adversaire du PAS, Lilian Carp, n'obtient que 28,23 % des suffrages.

#### Dirigeant du Mouvement national alternatif
En décembre 2021, Ion Ceban lance un nouveau parti politique, le Mouvement national alternatif. 
Le 20 avril 2023, Ion Ceban annonce que son parti participera à la manifestation pro-européenne annoncée par la présidente Maia Sandu. Il propose la signature d'un accord, qu'il appelle « Pacte de Chișinău », sur le modèle de la déclaration de Snagov en Roumanie. Il a pour objectif de poser les bases politiques afin de préparer l'adhésion de la Moldavie à l'Union européenne à l'horizon 2030. Le maire de Chișinău recommande le vote ce pacte à l'Assemblée nationale le 21 mai. 
Dans la déclaration qu'il prononce lors d'un forum de jeunes, il condamne la guerre d'agression de la Russie contre l'Ukraine, affirmant que la Moldavie se tient aux côtés de l'Ukraine et soutient son intégrité territoriale et sa souveraineté.
Le parti Mouvement national alternatif obtient de bons résultats aux élections locales de 2023, notamment dans la capitale. 10 mois après sa création, le parti obtient 33,25 % des voix aux élections municipales de Chișinău, ce qui correspond à 20 des 51 sièges au conseil municipal. Ce résultat fait du MAN la principale force politique au sein du conseil municipal de Chișinău.

## Vie privée
Ion Ceban est marié à Tatiana Țaulean. Ils ont trois enfants : Ilinca, Vasile et Mark. Selon son CV, il parle roumain, russe, anglais et français.
Au printemps 2019, Ion Ceban affirme avoir été agressé alors qu'il se promenait avec sa femme et ses enfants. Il raconte que quelqu'un a pointé une arme à feu sur lui et sa famille et que « La balle est passée entre moi et ma femme alors que nous tenions les enfants par les mains. »,.
Lors du recensement moldave de 2024, il déclare qu'il est ethniquement moldave et n'a aucune autre origine ethnique, mais que sa langue maternelle est le roumain.